# Lóðurr

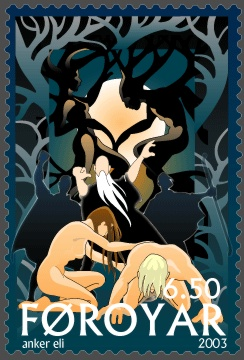
Sello de las Islas Feroe: Los primeros seres humanos

En la mitología escandinava, Lóðurr  es uno de los Æsir. En la Völuspá es quien se encarga de animar los cuerpos de los primeros seres humanos, pero aparte de esto casi nunca se lo menciona.